# Gabriel Aubry
Gabriel "Gabi" Aubry (Saint-Germain-en-Laye, 3 de abril de 1998) é um automobilista francês.

## Carreira

### GP3 Series
Em janeiro de 2018, Aubry ingressou na equipe Arden International para realizou sua estreia na GP3 Series.